# Entodon propinquus
Entodon propinquus är en bladmossart som beskrevs av Georg Ernst Ludwig Hampe 1865. Entodon propinquus ingår i släktet Entodon och familjen Entodontaceae. Inga underarter finns listade i Catalogue of Life.